# Shamo
Shamo (軍鶏, Shamo, lit. ‘gall de baralla’) és un manga del dibuixant Akio Tanaka i el guionista Izo Hashimoto. A Espanya es van arribar a editar fins a 13 toms, i actualment al Japó ja van pel tom 33 (la qual va sortir a la venda el 22 de setembre del 2014).

## Argument
Començà a publicar-se després d'una sèrie de casos d'extrema violència en Japó per part d'estudiants adolescents. El manga s'encarrega de reflectir fets poc comuns, allunyant-se del típic protagonista heroic per a mostrar a un violent i despietat que va desvetlant les claus del seu comportament.